# Vännäsby
Vännäsby – miejscowość (tätort) w Szwecji, w regionie administracyjnym (län) Västerbotten, w gminie Vännäs.
Według danych Szwedzkiego Urzędu Statystycznego liczba ludności wyniosła: 1581 (31 grudnia 2015), 1687 (31 grudnia 2018) i 1699 (31 grudnia 2019).